# Surawich Logarwit
Surawich Logarwit (thailändisch สุรวิทย์ โลกาวิทย์, * 11. Februar 1993 in Bangkok) ist ein thailändischer Fußballspieler.

## Karriere

### Verein
Jakkapan Pornsai erlernte das Fußballspielen in der Schulmannschaft des Assumption College in Si Racha. 2011 unterschrieb er seinen ersten Vertrag beim Erstligisten Sriracha FC. Sriracha belegte am Ende der Saison 2011 den 17. Tabellenplatz und musste somit in die Zweite Liga absteigen. 2013 wechselte er zum wenige Kilometer entfernten Erstligisten Chonburi FC. Hier absolvierte er bis Mitte 2015 13 Spiele. Im Juli 2015 ging er nach Rayong und schloss sich dem Zweitligisten PTT Rayong FC an. Nach 32 Spielen wechselte er 2018 zum Ligakonkurrenten Chiangmai FC. Mit dem Verein belegte er 2018 den 3. Tabellenplatz und stieg somit in die Erste Liga auf. Mit dem Club absolvierte er 23 Spiele in der ersten Liga. Nach Ende der Saison musste der Verein wieder den Weg in die Zweitklassigkeit antreten. 2020 unterschrieb er einen Vertrag beim ebenfalls in Chiangmai beheimateten Zweitligisten Chiangmai United FC. Im März 2021 feierte er mit Chiangmai die Vizemeisterschaft und den Aufstieg in die erste Liga. Nach einer Saison in der ersten Liga musste er mit Chiangmai nach der Saison 2021/22 wieder in die zweite Liga absteigen. Nach insgesamt 75 Ligaspielen wechselte er im Juni 2023 zum Erstligisten Sukhothai FC.

### Nationalmannschaft
Jakkapan Pornsai spielte einmal in der U-23-Nationalmannschaft.

## Erfolge
Chiangmai United FC
- Thailändischer Zweitligavizemeister: 2020/21  ▲